# Rewari
Rewari è una città dell'India di 100.946 abitanti, capoluogo del distretto di Rewari, nello stato federato dell'Haryana. In base al numero di abitanti la città rientra nella classe I (da 100.000 persone in su).

## Geografia fisica
La città è situata a 28° 10' 60 N e 76° 37' 0 E e ha un'altitudine di 244 m s.l.m..

## Società

### Evoluzione demografica
Al censimento del 2001 la popolazione di Rewari assommava a 100.946 persone, delle quali 54.111 maschi e 46.835 femmine. I bambini di età inferiore o uguale ai sei anni assommavano a 12.409, dei quali 6.772 maschi e 5.637 femmine. Infine, coloro che erano in grado di saper almeno leggere e scrivere erano 74.294, dei quali 43.013 maschi e 31.281 femmine.